# Imortal Desportivo Clube
O Imortal Desportivo Clube é um clube português fundado em 1920 com sede na cidade de Albufeira, distrito de Faro.

## História
O clube foi fundado em 1920 e o seu atual presidente é o Sr. Bruno Xavier e o treinador é Leandro Palma. A equipa atualmente joga no Campeonato De Portugal, quarta divisão de Portugal.

## Futebol do Imortal

### Histórico (inclui 07/08)
|                   | Nº Presenças | Títulos |
| ----------------- | ------------ | ------- |
| Temporadas na 1ª  | 0            |         |
| Temporadas na 2ª  | 2            |         |
| Temporadas na 2ªB | 15 (??)      | 1       |
| Temporadas na 3ª  | 14 (??)      |         |
| Taça de Portugal  | ??           |         |
| Taça da Liga      | 0            |         |

## Palmarés
- II Divisão - Série Sul: 1 (1998/99)

## Classificações
|           | I | II | III | IV | V | VI  | Pontos | Jornadas | V   | E   | D   | G.m. | G.s. | Dif. |
| 1995–1996 |   |    |     | 2  |   |     | 64 pts | 34       | 19  | 7   | 8   | 70   | 38   | +32  |
| 1996–1997 |   |    | ... |    |   |     | ...    | ...      | ... | ... | ... | ...  | ...  | ...  |
| 1997–1998 |   |    | 9   |    |   |     | 51 pts | 34       | 14  | 9   | 11  | 46   | 37   | +9   |
| 1998–1999 |   |    | ... |    |   |     | ...    | ...      | ... | ... | ... | ...  | ...  | ...  |
| 1999–2000 |   | 15 |     |    |   |     | 33 pts | 34       | 8   | 9   | 17  | 43   | 64   | -21  |
| 2000–2001 |   | 16 |     |    |   |     | 33 pts | 34       | 7   | 12  | 15  | 33   | 44   | -11  |
| 2001–2002 |   |    | ... |    |   |     | ...    | ...      | ... | ... | ... | ...  | ...  | ...  |
| 2002–2003 |   |    | 16  |    |   |     | 45 pts | 38       | 12  | 9   | 17  | 47   | 60   | -13  |
| 2003–2004 |   |    |     | 3  |   |     | 64 pts | 34       | 18  | 10  | 6   | 61   | 34   | +27  |
| 2004–2005 |   |    |     | 2  |   |     | 65 pts | 34       | 18  | 11  | 5   | 65   | 33   | +32  |
| 2005–2006 |   |    | 9   |    |   |     | 42 pts | 30       | 12  | 6   | 12  | 50   | 38   | +12  |
| 2006–2007 |   |    | 12  |    |   |     | 30 pts | 26       | 7   | 9   | 10  | 24   | 33   | -9   |
| 2007–2008 |   |    |     | 13 |   |     | 23 pts | 26       | 5   | 8   | 13  | 34   | 52   | -18  |
| 2008–2009 |   |    |     |    |   | 4   | 44 pts | 22       | 13  | 5   | 4   | 51   | 17   | +34  |
| 2009–2010 |   |    |     |    |   | ... | ...    | ...      | ... | ... | ... | ...  | ...  | ...  |

## Estádio
A equipa de futebol disputa os seus jogos no Estádio Municipal de Albufeira com capacidade para 3 500 pessoas.

## Jogadores notáveis
Avançados
- Jean Paulista (2001)
- Lito (2000–2002)
- Chiquinho Conde (2002–2003)
- Detinho (2005–2006)

## Basquetebol
O Imortal tem tradição em outros desportos, como basquetebol, hóquei em patins e atletismo.
No caso do basquetebol, o Imortal Basket Club é um dos três clubes que conquistaram os campeonatos nacionais da 1ª, 2ª e 3ª divisão (os outros são o Sporting CP e o CA Queluz).
Em 1999/00 e 2000/01 participou na Segunda Liga.

### Adeptos
A acompanhar os jogos do Imortal (nomeadamente a equipa de basquetebol) está a Raça Vermelha, claque oficial[carece de fontes?] do Imortal desde 1995.